# Peder Kart
Peder Kart, död 1566, var en svensk lagman.
Kart var ståthållare över Västergötland, Värmland och Dal samt lagman i Värmlands lagsaga från 1564 till 1566. Han adlades 1556.
Kart innehade Nygårds herrgård.